# كثافة ظاهرية
الكثافة الظاهرية (بالإنجليزية: Bluk density)، وتسمى أيضًا كثافة المادة السائبة أو الكثافة الحجمية، هي كثافة مادة التي هي نسبة الكتلة إلى الحجم، بما في ذلك الفراغات بين المكونات. وهي خاصية المساحيق والحبيبات والمواد الصلبة «المقسمة» الأخرى، وتستخدم بشكل خاص في إشارة إلى المكونات المعدنية (التربة والحصى) والمواد الكيميائية والمكونات (الصيدلانية) والمواد الغذائية أو أي مكونات أخرى من الجسيمية أو الجسيمات.
يتم تعريفه على أنه كتلة العديد من جزيئات المادة مقسومًا على الحجم الكلي الذي تشغله.
يشمل الحجم الكلي حجم الجسيمات، وحجم الفراغ بين الجسيمات، وحجم المسام الداخلي.
الكثافة الظاهرية ليست خاصية جوهرية للمادة؛ يمكن أن تتغير اعتمادًا على كيفية التعامل مع المواد. على سبيل المثال، سيكون للمسحوق الذي يتم سكبه في الأسطوانة كثافة كبيرة معينة؛ إذا كانت الاسطوانة مضطربة، فستتحرك جزيئات المسحوق وتستقر عادة بالقرب من بعضها البعض، مما يؤدي إلى كثافة أكبر.
لهذا السبب، عادة ما يتم التعبير عن الكثافة الظاهرية للمساحيق على أنها كثافة «سائبة» (حيث تشير الكثافة المستغلة إلى الكثافة الظاهرية للمسحوق بعد عملية ضغط محددة).

## التربة
تعتمد الكثافة الظاهرية للتربة بشكل كبير على المكونات المعدنية للتربة ودرجة الضغط. تبلغ كثافة الكوارتز حوالي 2.65 جم / سم 3، لكن الكثافة الظاهرية (الجافة) للتربة المعدنية عادة ما تكون حوالي نصف تلك الكثافة، بين 1.0 و 1.6 جم / سم مكعب. وعلى النقيض من ذلك، فإن التربة الغنية بالكربون العضوي وبعض الصلصال القابلة للتفتيت تميل إلى أن تكون ذات كثافة سكانية أقل (<1.0 جم / سم 3) بسبب مزيج من الكثافة المنخفضة للمواد العضوية نفسها وزيادة المسامية. على سبيل المثال، تحتوي التربة الخثية على كثافة كبيرة من 0.02 غرام / سم مكعب إلى 0.98   ز / سم مكعب.
عادةً ما يتم تحديد الكثافة الظاهرية للتربة من عينة أساسية يتم أخذها عن طريق دفع أداة معدنية إلى التربة في العمق والأفق المطلوبين. هذا يعطي عينة تربة من الحجم الكلي المعروف، {\displaystyle V_{t}} . من هذه العينة يمكن تحديد الكثافة الظاهرية الرطبة والكثافة الظاهرية الجافة.
بالنسبة إلى الكثافة الظاهرية الرطبة (إجمالي الكثافة الظاهرية)، يتم وزن هذه العينة، مما يعطي الكتلة {\displaystyle M_{t}} . بالنسبة إلى الكثافة الظاهرية الجافة، يتم تجفيف العينة في الفرن ووزنها، مما يعطي كتلة المواد الصلبة في التربة، {\displaystyle M_{s}} . العلاقة بين هاتين الجماعتين هي {\displaystyle M_{t}=M_{s}+M_{l}} ، حيث {\displaystyle M_{l}} هي كتلة المواد المفقودة عند تجفيف الفرن (غالبًا ما يكون الماء). يتم حساب الكثافات السائبة الجافة والرطبة على النحو التالي
الكثافة الظاهرية الجافة = كتلة التربة / الحجم الكلي
{\displaystyle \rho _{b}={\frac {M_{s}}{V_{t}}}}
الكثافة الظاهرية الرطبة = كتلة التربة بالإضافة إلى السوائل / الحجم الكلي
{\displaystyle \rho _{t}={\frac {M_{t}}{V_{t}}}}
ترتبط الكثافة الظاهرية الجافة للتربة بعلاقة عكسية بمسامية نفس التربة: كلما زادت مساحة المسام في التربة، انخفضت قيمة الكثافة الظاهرية. ترتبط الكثافة الظاهرية لمنطقة في باطن الأرض أيضًا بالسرعة الزلزالية للموجات التي تنتقل عبرها: بالنسبة إلى موجات P، تم تحديد ذلك من خلال علاقة جاردنر. كلما زادت الكثافة، زادت السرعة.

## روابط خارجية
- بودكاست جامعة ليستر «كيفية قياس الكثافة الظاهرية الجافة» نسخة محفوظة 26 أبريل 2012 على موقع واي باك مشين.
- حاسبة الكثافة الظاهرية
- «تحديد الكثافة الظاهرية»